# Latveria

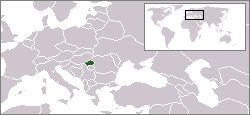
Locatie van Latveria in Europa

Latveria is een fictieve natie in het Marvel Universum. Volgens de stripverhalen is Latveria een buurland van Hongarije, en het eveneens fictieve land Symkaria (het thuisland van Silver Sable). Latveria wordt omgeven door de Karpaten, en derhalve erg geïsoleerd.

## Regering

### Dr. Doom
Latveria wordt al sinds Fantastic Four Annual #2 geregeerd door Victor von Doom. Hoewel hij meerdere malen verdreven is, wist hij altijd binnen enkele maanden zijn troon terug te veroveren. Eenmaal zelfs geholpen door de Fantastic Four. 
Von Doom heeft ook een raad van bestuur die hem geheel gehoorzaamt. In Fantastic Four #436 uit 2006, doodde hij zijn eerste minister omdat die tijdens Dooms afwezigheid de macht had gegrepen. Hij dreigde ook twee andere ministers te doden als ze niet snel de locatie opspoorden waar Thors hamer Mjolnir was beland.

### Latveria onder de Fantastic Four
Dankzij Dooms constante activiteiten verlaat hij Latveria regelmatig, waardoor het land vaak zonder leider zit. Toen Doom tijdelijk naar de Hel werd gestuurd, werd het land doelwit van alle buurlanden die het graag wilden veroveren. Dit dwong Reed Richards om maatregelen te nemen en de leiding over het land op te eisen. Hij probeerde zijn tijdelijke machtspositie te gebruiken om al Dooms wapens en uitvindingen te vernietigen, zodat als Doom ooit terug zou komen hij weer van voor af aan moest beginnen. Toen Doom terugkeerde verlieten de Fantastic Four het land.

## Bevolking
De bevolking van Latveria bestaat uit een mengeling van enkele Oost-Europese volkeren en zigeuners. Doom is vooral geïnteresseerd in het welzijn van die laatste groep.

## Superhelden en Doombots
Omdat Latveria geen eigen superheld heeft is Latveria voor zijn verdediging sterk afhankelijk van Dooms robots, Doombots genaamd, om de orde te handhaven. Een van de weinige Latveriaanse supermensen is Dreadknight, die door Doom zelf gecreëerd is. 

## Alternatieve versies

### Amalgam Comics
In Almagam Comics, een stripserie ontstaan uit een samenwerking tussen Marvel Comics en DC Comics, komt een alternatieve versie van Latveria voor genaamd Latkovia. Dit is een mengeling van Marvel Comics  Latveria en DC Comics Markovia. Het land wordt geregeerd door Dr. Doomsday, een mix van Dr. Doom en Doomsday.

### Marvel 1602
In de Marvel 1602 verhaallijn, waarin de tijd van de superhelden door een tijdreisfout al in 1602 begon, werd Latveria geregeerd door Graaf Otto von Doom, ook bekend als Otto the Handsome. Het land wordt bevolkt door mythische wezens. De taal van het land lijkt sterk op het moderne Duits.

### Ultimate Marvel
In de Ultimate Marvel strips was Latveria oorspronkelijk een arme boerennatie. Nadat Dr. Doom er de macht greep, wist hij het land om te vormen tot een van de negen rijkste landen ter wereld. Hij wordt daarom in het algemeen als een goede leider beschouwd door het Latveriaanse volk.

## In andere media
- Latveria wordt even kort genoemd in het Spider-Man 2 computerspel waarin J. Jonah Jameson de komst van een Latveriaanse diplomaat aankondigt.
- In de “Secret Wars” afleveringen van Spider-Man: The Animated Series wordt Latveria even kort gezien wanneer de Beyonder Dr. Doom vanuit zijn kasteel naar de planeet van de Secret Wars teleporteert. Op deze planeet verovert Doom net als de andere gekozen superschurken een stuk land, en doopt dit om tot New Latveria.
- In de Fantastic Four film wordt Latveria even kort genoemd als aanwijzing naar Victor von Dooms verleden. Aan het eind van de film wordt Dooms lichaam per schip naar Latveria vervoerd.

## Statistieken
De hoofdstad van Latveria is Doomstadt, gelokaliseerd net ten noorden van de Kline rivier. Het administratieve centrum is Kasteel Doom.
- Aantal inwoners: 500 000
- Type regering: Dictatuur (Al gebruikt Victor von Doom liever de naam “gedwongen Monarchie”).
- Talen: Duits, Hongaars, Latveriaans (lokaal dialect, afgeleid van het Hongaars), Roemeens, Esperanto.
- Etnische groepen: gemengd Europees volk, Roma
- Grootste industrie: Geen
- Betaalmiddel: Latveriaanse Franc
- Publieke feestdagen: Doom's Day, Kerstmis, Nieuwjaar (Doom's Day is geen vaste feestdag en wordt gevierd wanneer Doom dat aankondigt).
- Vliegvelden: het enige vliegveld van het land, Doomsport, ligt net ten zuiden van Doomstadt. Het vliegveld heeft twee landingsbanen, maar vluchten zijn zeer gelimiteerd.